# Decan
Decan (decane) là một hydrocarbon thuộc nhóm ankan có công thức C10H22. Công thức triển khai CH3(CH2)8CH3.
Có 75 đồng phân của decan, tất cả đều là các chất lỏng dễ cháy trong điều kiện nhiệt độ phòng. Decan là một trong các hợp chất cấu thành của xăng. Tương tự như các alkan khác, nó không phân cực và vì thế nó không hòa tan trong các dung môi phân cực như nước.

## Các đồng phân củaC10H22

### Mạch thẳng
- Decane

### Nonane
- 2-metylnonane
- 3-metylnonane
- 4-metylnonane
- 5-metylnonane

### Octan

#### Etyl
- 3-ethyloctan
- 4-ethyloctan

#### Dimethyl
| - 2,2-Đimetyloctan - 2,3-Đimetyloctan - 2,4-Dimetyloctan - 2,5-Dimetyloctan | - 2,6-Dimetyloctan - 2,7-Dimethyloctan - 3,3-Dimethyloctan - 3,4-Dimethyloctan | - 3,5-Dimethyloctan - 3,6-Dimethyloctan - 4,4-Dimetyloctan - 4,5-Đimetyloctan |

### Heptane

#### Propyl
- 4-n-Propylheptan hoặc 4-Propylheptan
- 4 - (1-metyletyl) heptan hoặc 4-Isopropylheptan

#### Etyl + Metyl
| - 3-etyl-2-metylheptan - 3-etyl-3-metylheptan - 3-etyl-4-metylheptan | - 3-etyl-5-metylheptan - 4-etyl-2-metylheptan - 4-etyl-3-metylheptan | - 4-etyl-4-metylheptan - 5-etyl-2-metylheptan |

#### Trimethyl
| - 2,2,3-Trimetylheptan - 2,2,4-Trimetylheptan - 2,2,5-Trimetylheptan - 2,2,6-Trimetylheptan - 2,3,3-Trimetylheptan - 2,3,4-Trimetylheptan | - 2,3,5-Trimetylheptan - 2,3,6-Trimetylheptan - 2,4,4-Trimetylheptan - 2,4,5-Trimetylheptan - 2,4,6-Trimetylheptan - 2,5,5-Trimetylheptan | - 3,3,4-Trimetylheptan - 3,3,5-Trimethylheptan - 3,4,4-Trimetylheptan - 3,4,5-Trimethylheptan |

### Hexane

#### Methyl + Propyl
- 2-metyl-3- (1-metyletyl) hexan hoặc 3-isopropyl-2-metylhexan

#### Đietyl
- 3,3-Diethylhexan
- 3,4-Diethylhexan

#### Etyl + Dimetyl
| - 3-etyl-2,2-đimetylhexan - 3-etyl-2,3-đimetylhexan - 3-etyl-2,4-đimetylhexan | - 3-etyl-2,5-đimetylhexan - 3-etyl-3,4-đimetylhexan - 4-etyl-2,2-đimetylhexan | - 4-etyl-2,3-đimetylhexan - 4-etyl-2,4-đimetylhexan - 4-etyl-3,3-đimetylhexan |

#### Tetramethyl
| - 2,2,3,3-Tetrametylhexan - 2,2,3,4-Tetrametylhexan - 2,2,3,5-Tetrametylhexan - 2,2,4,4-Tetrametylhexan | - 2,2,4,5-Tetrametylhexan - 2,2,5,5-Tetrametylhexan - 2,3,3,4-Tetrametylhexan - 2,3,3,5-Tetrametylhexan | - 2,3,4,4-Tetrametylhexan - 2,3,4,5-Tetrametylhexan - 3,3,4,4-Tetrametylhexan |

### Pentane

#### Dimethyl + Propyl
- 2,4-Dimetyl-3- (1-metyletyl) pentan hoặc 3-Isopropyl-2,4-đimetylpentan

#### Dietyl + Metyl
- 3,3-dietyl-2-metylpentan

#### Etyl + Trimetyl
- 3-etyl-2,2,3-trimetylpentan
- 3-etyl-2,2,4-trimetylpentan
- 3-etyl-2,3,4-trimetylpentan

#### Pentamethyl
- 2,2,3,3,4-Pentametylpentan
- 2,2,3,4,4-Pentametylpentan